# Explorer 26
Explorer 26 là một vệ tinh của Mỹ được phóng vào ngày 21 tháng 12 năm 1964, như một phần của chương trình Explorers của NASA. Nhiệm vụ chính của nó là nghiên cứu từ trường của Trái Đất

## Thiết kế
Explorer 26 là một vệ tinh có độ quay ổn định nặng 45,8 kg. Nó thực hiện 5 thí nghiệm: Máy dò điện tử trạng thái rắn, điện đa hướng và một chiều Electron và dòng Proton, Từ kế Fluxgate, Máy dò vân tay điện tử Proton-Electron và Thiệt hại tế bào năng lượng mặt trời. Thí nghiệm Thiệt hại tế bào năng lượng mặt trời nhằm xác định sự suy giảm hiệu suất của pin mặt trời do bức xạ và đánh giá hiệu quả của các tấm chắn bằng kính trong việc ngăn chặn sự suy thoái này.